# بیسیک فور اندروید

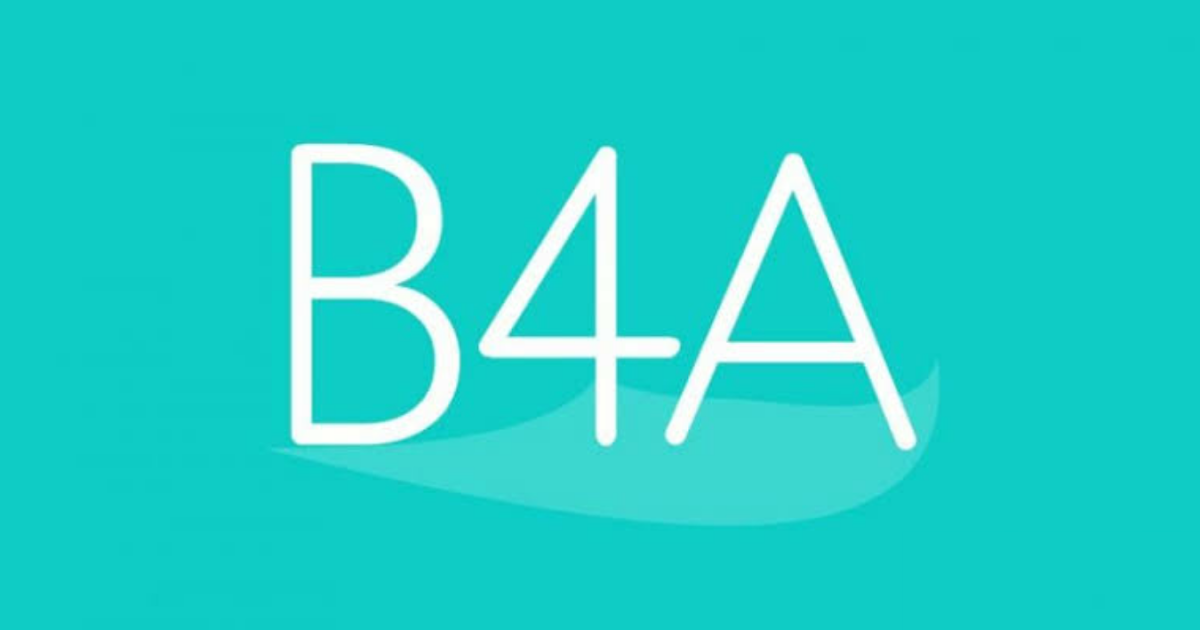
لوگوی فعلی زبان برنامه‌نویسی B4A

بیسیک فور اندروید (در حال حاضر با نام B4A شناخته می‌شود) ابزاری قدرمند، ساده و سریع از خانواده ابزارهای B4X و دومین IDE تولید شده توسط Anywhere Software Ltd با هدف توسعه اپلیکیشن‌های اندروید می‌باشد.
B4A زبانی مبتنی بر شیءگرا و رویداد محور و زبان جایگزینی برای برنامه‌نویسی با جاوا است. این زبان گرچه بسیار به زبانهای ویژوال بیسیک و ویژوال بیسیک دات نت شباهت دارد اما در نوع خود زبانی جدید و مستقل از ویژوال بیسیک است. B4A شامل یک طراح بصری است که روند ساخت رابط‌های کاربری را که تلفن‌ها و رایانه‌های لوحی را با اندازه صفحه نمایش متفاوت هدف قرار می‌دهد ساده می‌کند. برنامه‌های تولید شده در این پلتفرم را می‌توان در شبیه‌سازهای اندروید (همچون بلواستکس) یا در دستگاه‌های واقعی اندروید با استفاده از Android Debug Bridge و اپلیکیشن B4A Bridge آزمایش کرد.

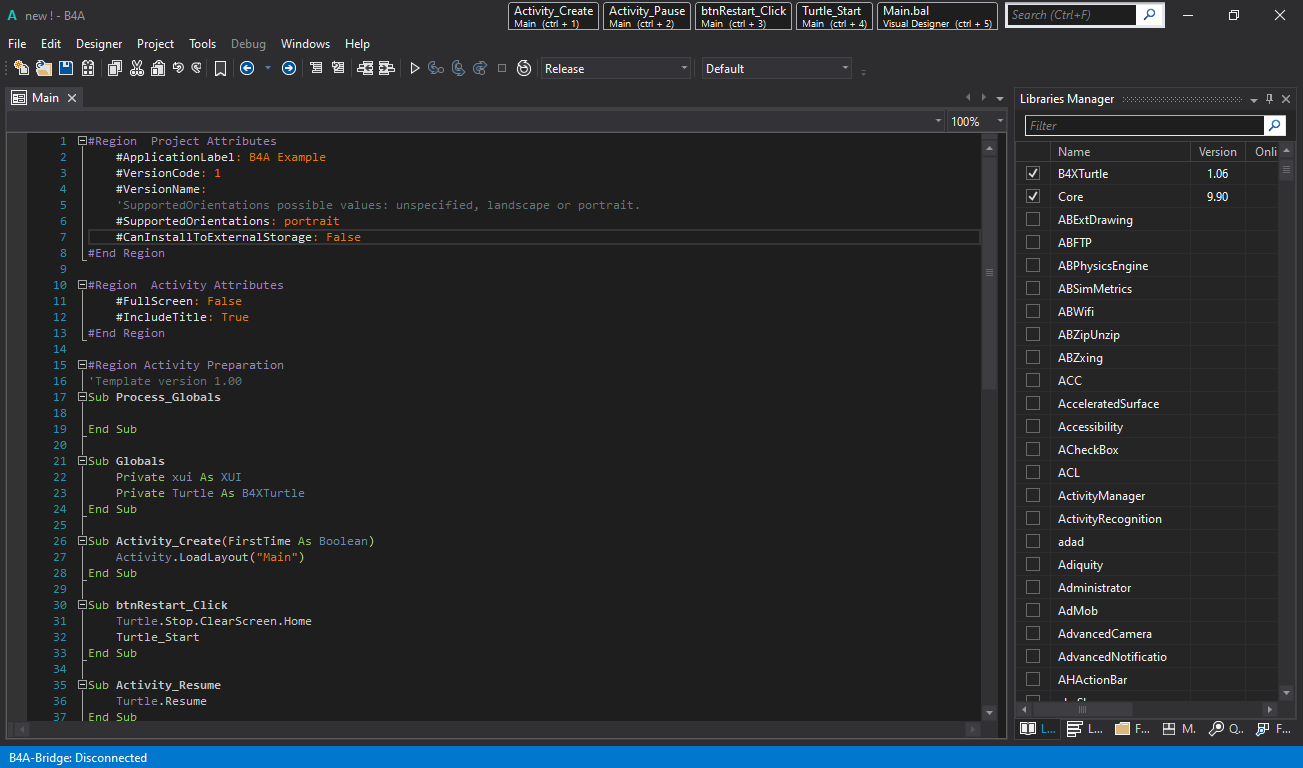
تصویری از محیط کد نویسی بیسیک فور اندروید (تم دارک - نسخه ۱۰٫۶)

B4A برنامه‌های اندروید امضا شده استاندارد تولید می‌کند که می‌توانند در فروشگاه‌های برنامه مانند گوگل پلی استور، سامسونگ اپس، کافه بازار و مایکت بارگذاری شوند.

## از فوریه 2020نسخه کامل بیسیک فور اندرویدبه صورت ۱۰۰٪ رایگان دردسترس قرار گرفته‌است
شیوه ایجاد Hello World! در زبان بیسیک فور اندروید (نسخه‌های قبل از 10.6):
```
Private
 
Sub
 
(
 
برای
 
مثال
 
)
Button1_Click

Msgbox
(
"Hello World!"
,
""
)

End
 
Sub

```

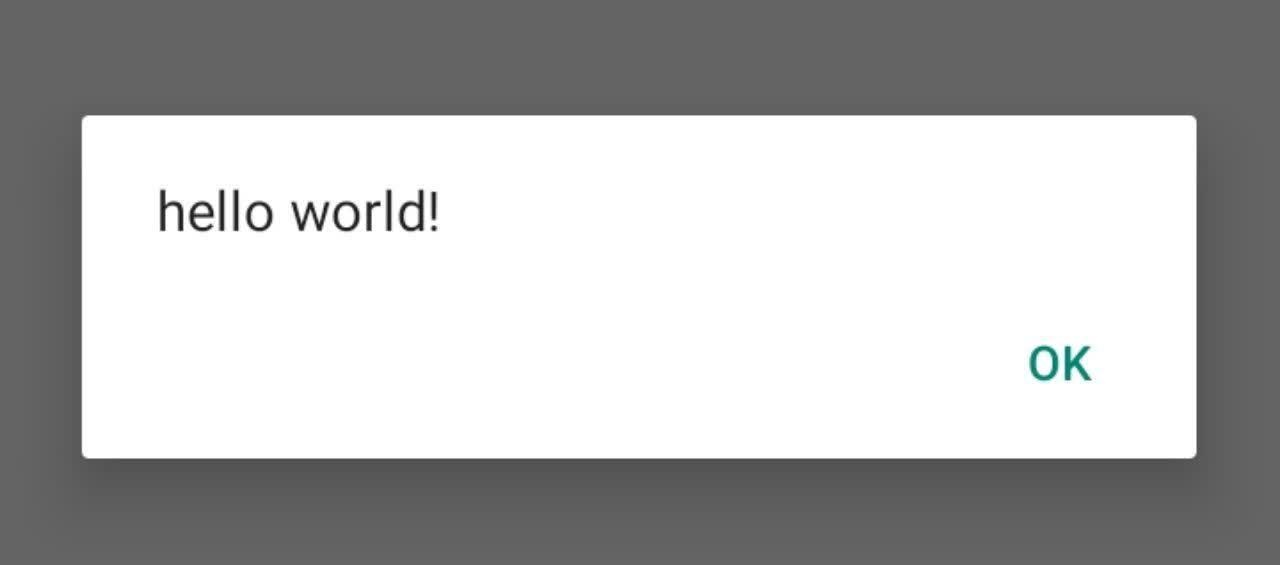
نمونه ابتدایی پیام "سلام بر دنیا!" ساخته شده در زبان بیسیک فور اندروید

توجه: به دلیل تغییرات B4A در نسخه ۱۰٫۶ برای ایجاد مسیج باکس نیاز به فعال سازی کتابخانه XUI داریم

مثال : 
```
Sub
 
Process_Globals

Private
 
xui
 
As
 
XUI

End
 
Sub

Private
 
Sub
 
(
 
برای
 
مثال
 
)
 
Button1_Click

xui
.
MsgboxAsync
(
"hello world!"
,
""
)

End
 
Sub

```

- از دیگر ابزارهای خانواده B4X می‌توان به B4I (برای تولید اپلیکیشن‌های IOS) و B4J (برای تولید نرمافزارهای ویندوز) نام برد.